# Fight Network
Fight Network est une chaîne de télévision canadienne spécialisée de catégorie B dédiée aux sports de combats tels que la lutte, la boxe et les arts martiaux mixes. La chaîne appartient à Anthem Sports & Entertainment (en) et diffuse quelques événements en direct, des films, documentaires ainsi que des émissions sur la forme.

## Histoire

Logo utilisé jusqu'en 2011

Après avoir reçu une licence de diffusion auprès du CRTC en janvier 2004, The Fight Network est entré en ondes le 22 septembre 2005 par la compagnie BlackOut Communications. Une restructuration intra-société a eu lieu en 2010 et la chaîne a été relancée sous un nouveau logo et devient simplement Fight Network. Des résultats sportifs apparaissent au bas de l'écran.
La chaîne opérait aussi The Fight Network Radio sur Sirius.
En février 2013, la chaîne a lancé une version en haute définition aux abonnés de Rogers Cable.
À partir de janvier 2015, la chaîne conclut une entente avec TSN afin de diffuser des émissions ainsi que les combats prélims de la UFC.